# Agence gabonaise de presse
 (novembre 2024).
Si vous disposez d'ouvrages ou d'articles de référence ou si vous connaissez des sites web de qualité traitant du thème abordé ici, merci de compléter l'article en donnant les références utiles à sa vérifiabilité et en les liant à la section « Notes et références ».
L'Agence gabonaise de presse (AGP) est un média public, créé par la loi gabonaise n°21/66 du 30 novembre 1966. Elle a pour mission principale de mettre à la disposition du public les informations nationales et internationales à titre onéreux, sous forme de dépêches.